# ガイ・プラット
ガイ・プラット（Guy Pratt、1962年1月3日 - ）は、イングランドの歌手、ソングライター、作曲家、マルチ楽器奏者、コメディアン、俳優（マルチタレント）である。
プラットの音楽のキャリアは30年以上にわたる。彼はセッション・ベース奏者としての豊富な仕事で最もよく知られており、ピンク・フロイド（デヴィッド・ギルモアとニック・メイスンも含む）、ロキシー・ミュージック（ブライアン・フェリーも含む）、ゲイリー・ムーア、マドンナ、マイケル・ジャクソン、ザ・スミス、ロバート・パーマー、ソフィー・エリス・ベクスター、エコー&ザ・バニーメン、ティアーズ・フォー・フィアーズ、バナナラマ、イギー・ポップ、トム・ジョーンズ、ブロンディのデビー・ハリー、ホワイトスネイク、ウーマック・アンド・ウーマック、カースティ・マッコール、カヴァーデイル・ペイジ、レモンジェリー、ジ・オーブ、オール・セインツ、スティーヴン・ダフィー、ロビー・ロバートソン、A・R・ラフマーンなどのアーティストと仕事をしている。セッション・ミュージシャンとしての仕事に加えて、オーストラリアのロック・バンドであるアイスハウスのメンバーも務め、現在はスパンダー・バレエのゲイリー・ケンプらと共にサイケデリック・ロック・バンド、ニック・メイスンズ・ソーサーフル・オブ・シークレッツのメンバーも務めている。
プラットは俳優でもあり、またテレビや映画のサウンドトラックに取り組んでいる。その中には、『ディック・トレイシー』（1990年）、『ラスト・アクション・ヒーロー』（1993年）、『サイバーネット』（1995年）、『スティル・クレイジー』（1998年）、『ジョニー・イングリッシュ 気休めの報酬』（2011年）などの映画がある。2005年には、ひとりきりのミュージック&コメディ・ショーでデビューした。

## 略歴

### 初期の人生
ガイ・プラットは1962年1月3日にイギリス、ロンドン、サウスロンドン・ランベスのザ・カット通りにある店舗の上のフラットにて生まれた。彼の父、マイク・プラットは俳優、ソングライター、脚本家であったが、プラットが14歳のときに若くして亡くなった。プラットはしばらくグラフィック・デザイナーとして働いていたが、その後、音楽のキャリアに専念することにした。1970年代後半、プラットはスピードボール (Speedball)と呼ばれるサウスエンド＝オン＝シーを拠点とするバンドに所属し、「No Survivors」という「NO PAP1レコード」からのシングルをリリースした。1981年、19歳のときにプラットはアイスハウスのツアーへの参加を打診された。2年後、アイスハウスのメンバーとして、「シリアス・ムーンライト・ツアー」においてデヴィッド・ボウイをサポートした。これはボウイの歴史の中でも最も長く、最大かつ最も成功したコンサートツアーである。1984年のデヴィッド・ギルモアのソロ・コンサートにおけるサポート演奏は、後のピンク・フロイドとの契約へとつながった。彼はまた、ロサンゼルスでマドンナやマイケル・ジャクソンとも演奏していた。

### 音楽活動
ザ・スミスのベーシストであるアンディ・ルークは、バンドがアルバム『ザ・クイーン・イズ・デッド』をサポートする北米ツアーに出発する直前に麻薬所持容疑で逮捕された。これを受けて、ルークがアメリカとカナダの就労ビザを拒否されることを予測して、バンドのギタリストであるジョニー・マーがプラットに参加を依頼した。ルークやバンドと2週間近くを過ごし、ベース・ラインの学習とリハーサルを行ったが、バンドがイギリスを出発する直前になってルークがビザを受け取れたため、プラットが同行する必要はなくなった。
プラットは、1987年から1990年にピンク・フロイドのロジャー・ウォーターズ不在の「A Momentary Lapse of Reason Tour」、および1994年に「The Division Bell Tour」で、ベースを演奏するメンバーに選ばれて有名になった。ライブの間、ギルモアと一緒に「アナザー・ブリック・イン・ザ・ウォール パート2」、「アス・アンド・ゼム」、「コンフォタブリー・ナム」で、リード・ボーカルも担当した。彼はまた、アルバム『対/TSUI』の数曲でベースを演奏した。トニー・レヴィンがアルバム『鬱』におけるすべてのベース・パートを演奏したのだが、レヴィンが参加できなかったために、後のツアーでプラットが彼に代わってツアーに出ることとなった。プラットはまた、ギルモアのアルバム『オン・アン・アイランド』に伴うツアーのバッキング・バンドの一員として、もうひとりのピンク・フロイド・メンバー（そして彼の義理の父でもある）、リチャード・ライトと一緒にツアーを行った。
プラットは、1997年にゲイリー・ムーアのアルバム『ダーク・デイズ・イン・パラダイス』に伴うツアーでベースを演奏している。
ベース・プレイヤーとして仕事することに加えて、プラットはソングライターであり、テレビや映画の音楽を作曲している。プラットはソングライターとして、ジミー・ネイルによる全英ナンバー1・ヒット曲「Ain't No Doubt」を共同で作曲した。1998年のチャンネル4のドラマ・シリーズ『The Young Person's Guide to Becoming a Rock Star』の音楽では、プロデュース、共同作曲に加え、ベース、ギター、キーボードを演奏。定期的なコラボレーターであるドム・ベッケンと共に、ドラマ『スペースド』にテーマ音楽を提供し、Mintyというキャラクターとして出演もした。また、ドラマ『Linda Green』で役柄を演じたり、ビック・リーヴズとボブ・モーティマー主演による『Randall & Hopkirk』のリメイクの1エピソードに出演するなどしている。プラットの父親であるマイクは、本作のオリジナルである1960年代のシリーズにおいてジェフ・ランドール役を演じていた。プラットはまた、BBC Radio 2のミュージカル・コメディ番組、Rowland Rivronの『Jammin'』で、バック・バンドとしてレギュラー出演して演奏している。
プラットとジミー・コーティは、1999年にシングル「I Wanna 1-2-1 With You」を「Solid Gold Chartbusters」名義でリリースした。プラットとコーティ（ジ・オーブの創設者）は、後にもう一人のジ・オーブのオリジナル・メンバーであるアレックス・パターソンとチームを組み、トランジット・キングスを結成した 。
プラットによる、ひとりきりのミュージック&コメディ・ショー『My Bass & Other Animals』は、2005年8月にエディンバラ・フェスティバル・フリンジにてデビューした。これにより、2007年5月に同名の彼の書籍が出版された。プラットは2011年、スイス、オーストラリア、エディンバラ・フリンジにてスタンドアップ・パフォーマンスを行ったほか、ドミニク・ミラーの南米ツアーでベースを演奏した。
2010年4月、プラットはアルゼンチンのブエノスアイレスで、ドゥルガ・マクブルーム、ジョン・カーリンと共にアルゼンチンのバンド「The End Pink Floyd」に参加した。プラットは、2011年6月13日、ハンプトン・コート・パレス・フェスティバルのステージで「The Australian Pink Floyd Show」にも「Run Like Hell」の演奏に参加した。彼は、『P.U.L.S.E』ツアーのリバプール公演における特別ゲストとして、2013年11月9日にステージにて、イギリスのピンク・フロイド・カバー・バンド「Brit Floyd」にも参加した。「One Of This Days」、「Comfortably Numb」を演奏し、「Run Like Hell」のフィナーレでは、バンドのリード・シンガー、Damian Darlingtonとリード・ボーカルを共有した。2018年には、ニック・メイスンズ・ソーサーフル・オブ・シークレッツのツアーに参加し、初期のピンク・フロイド・ナンバーを演奏した。

## 使用楽器
プラットの標準的なベースとしては、さまざまなヴィンテージのフェンダー・プレシジョンベースとフェンダー・ジャズベース、3本のミュージックマン・スティングレイ・4弦ベース（ブラックローズウッド・フレットボードとブラック・ピックガード、ブラックメープル・フレットボードとホワイト・ピックガード、ナチュラルメープル・フレットボードとブラック・ピックガード）、ヘッドレス・ステータス4弦と5弦（フレットレスとフレット）のペア、琥珀色のスチュワート・スペクターNS2が含まれている。
デヴィッド・ギルモアの『オン・アン・アイランド』ツアーでは、主に3色のサンバースト1961年フェンダー・プレシジョン、1963年フェンダー・ジャズベース「ベッツィ」、ステータス・ヴィンテージ・GPシグネチャー、フラマス・トライアンフ・エレクトリック・アップライトベースを使用した。ギルモアのDVD『狂気の祭典 - ライヴ・イン・グダニスク』では、フェンダー・ジャズベースとプレシジョンベース、キャンディアップル・レッドのレイクランド・ジョー・オズボーン・シグネチャー・フレットレス・ジャズベースとリッケンバッカー・4001を演奏している。DVDに含まれているスタジオでのジャミング・セッションでは、数本のフェンダー・ジャズベース、ホフナー・アイコン・ベース、ネッド・スタインバーガー・デザイン・CRエレクトリック・アップライトベースを演奏していた。
プラットは1994年の『P.U.L.S.E』コンサート中、フレット付き5弦とフレットレス4弦のステータス・ヘッドレス・ベース、琥珀色のスペクターNS2、バーガンディ・ミスト「ベッツィ」1963年ジャズベース、2本のプレシジョンベース（2色サンバースト1958と、「シングル・コイル・ピックアップ」バタースコッチ・ブロンド1951年）を演奏した。
プラットは、アイスハウス在籍中には、アリアSBシリーズとフレットレス・スタインバーガーL2 / Xlヘッドレス・ベースを演奏していた。
彼のアンプは通常、アッシュダウンABMヘッドとアッシュダウンABM 810キャビネットだが、ギルモアと演奏する場合、ギルモアのキャビネットに合わせてWEMバッジが付けられている。

## 受賞歴
プラットは、ピンク・フロイドの1994年のアルバム『対/TSUI』のインストゥルメンタル・トラック「Marooned」で、1995年にグラミー賞を受賞した。彼はまた、2つのアイヴァー・ノヴェロ賞にもノミネートされており、アイスハウスでの功績により、ARIAミュージック・アワードを受賞している。

## 著作
プラットは書籍の著者である：
- My Bass and Other Animals（2007年、Orion）ISBN 978-0752893358

## 私生活
プラットは、1996年にロンドンのケンジントン・アンド・チェルシー区で、ピンク・フロイドのキーボード奏者リチャード・ライトの娘である家具デザイナーのガラ・ライトと結婚した。夫婦には息子がいるが、その後、離婚することとなった。
2019年3月に、児童文学作家のジョージア・バイングと再婚している。
同年には、ブライトン・ケンプタウンの総選挙における更新党 (Renew Party)候補者として発表された。

## ディスコグラフィ

### 参加アルバム、シングル
- アイスハウス : 『サイドウォーク』 - Sidewalk (1984年)
- スティーヴン・ダフィ : 『アップス・アンド・ダウンズ』 - The Ups and Downs (1985年)
- ドリーム・アカデミー : 『ドリーム・アカデミー』 - The Dream Academy (1985年)
- ロバート・パーマー : 『リップタイド』 - Riptide (1985年)
- ロバート・パーマー : 『ディシプリン・オブ・ラヴ』 - "Discipline of Love" (1985年) ※シングル
- アイスハウス : 『メジャー・フォー・メジャー』 - Measure for Measure (1986年)
- Flans : Luz Y Sombra (1987年)
- ドリーム・アカデミー : 『リメンブランス・デイズ』 - Remembrance Days (1987年)
- ブライアン・フェリー : 『ベイト・ノワール』 - Bête Noire (1987年)
- ブライアン・フェリー : 『キッス・アンド・テル』 - "Kiss and Tell" (1987年) ※シングル
- ブライアン・フェリー : 『ザ・ライト・スタッフ』 - "The Right Stuff" (1987年) ※シングル
- ピーター・セテラ : 『ワン・モア・ストーリー』 - One More Story (1988年)
- ピンク・フロイド : 『光〜PERFECT LIVE!』 - Delicate Sound of Thunder (1988年)
- カースティ・マッコール : 『カイト』 - Kite (1989年)
- アンディ・クンタ : Legend in a Loungeroom (1989年)
- マドンナ : 『ライク・ア・プレイヤー』 - Like a Prayer (1989年)
- マドンナ : 『ライク・ア・プレイヤー』 - "Like a Prayer" (1989年) ※シングル
- マドンナ : 『ディア・ジェシー』 - "Dear Jessie" (1989年) ※シングル
- マドンナ : 『オー・ファーザー』 - "Oh Father" (1989年) ※シングル
- ジ・アソシエイツ : 『ワイルド・アンド・ロンリー』 - Wild and Lonely (1990年)
- Blue Pearl : Blue Pearl (1990年)
- トーイ・マチネー : 『トーイ・マチネー』 - Toy Matinee (1990年)
- バナナラマ : 『ポップ・ライフ』 - Pop Life (1991年)
- ジュニア・リード : Long Road (1991年)
- カースティ・マッコール : 『エレクトリック・ランドレディ』 - Electric Landlady (1991年)
- ロビー・ロバートソン : 『ストーリーヴィル』 - Storyville (1991年)
- ドリーム・アカデミー : 『ディファレント・カインド・オブ・ウェザー』 - A Different Kind of Weather (1991年)
- ジ・オーブ : 『アドヴェンチャーズ・ビヨンド・ジ・ウルトラワールド』 - The Orb's Adventures Beyond the Ultraworld (1991年)
- アイスハウス : Masterfile (1992年) ※コンピレーション
- ジミー・ネイル : 『エイント・ノー・ダウト』 - Growing Up in Public (1992年)
- ジ・オーブ : 『U.F.ORB』 - U.F.Orb (1992年)
- デビー・ハリー : 『デブラベーション』 - Debravation (1993年)
- ドナ・デロリー : 『DONNA DeLORY』 - Donna De Lory (1993年)
- NOKKO : 『CALL ME NIGHTLIFE』 - Call Me Nightlife (1993年)
- ティアーズ・フォー・フィアーズ : 『ブレイク・イット・ダウン・アゲイン』 - Elemental (1993年)
- Billy Pilgrim : Billy Pilgrim (1994年)
- ブライアン・フェリー : 『マムーナ』 - Mamouna (1994年)
- ケイティ・セイガル : Well... (1994年)
- ピンク・フロイド : 『対/TSUI』 - The Division Bell (1994年)
- ピンク・フロイド : 『テイク・イット・バック』 - "Take It Back" (1994年) ※シングル
- ヘイトー : Heitor TP (1994年)
- Ted Hawkins : The Next Hundred Years (1994年)
- 3rd Matinee : Meanwhile (1994年)
- ワイルド・コロニアルズ : Fruit of Life (1994年)
- グレゴリー・グレイ : Euroflake in Silverlake (1995年)[22]
- マイケル・ジャクソン : 『ヒストリー パスト、プレズント・アンド・フューチャー ブック1』 - HIStory: Past, Present and Future, Book I (1995年)
- ピンク・フロイド : 『P.U.L.S.E』 - Pulse (1995年)
- ロッド・スチュワート : 『ユア・ザ・スター』 - A Spanner in the Works (1995年)
- エレクトロニック : 『レイズ・ザ・プレッシャー』 - Raise the Pressure (1996年)
- ゲイリー・ムーア : 『ダーク・デイズ・イン・パラダイス』 - Dark Days in Paradise (1997年)
- マイケル・ジャクソン : 『ブラッド・オン・ザ・ダンス・フロア/ヒストリー・イン・ザ・ミックス』 - Blood on the Dance Floor: HIStory in the Mix (1997年)
- ホワイトスネイク : 『レストレス・ハート』 - Restless Heart (1997年)
- A. R. Rahman : Dil Se.. for the song Dil Se Re (1998年)
- Messiah : Messiah Presents Progenitor (1998年)
- Ted Hawkins : The Ted Hawkins Story: Suffer No More (1998年)
- エコー&ザ・バニーメン : 『ウィズ・ユア・ライフ』 - What Are You Going to Do with Your Life? (1999年)
- マイケル・ハッチェンス : 『マイケル・ハッチェンス』 - Michael Hutchence (1999年)
- トム・ジョーンズ : 『RELOAD～オール・スター・デュエット・アルバム』 - Reload (1999年)
- レモンジェリー : 『レモンジェリー ドット ケーワイ』 - Lemonjelly.ky (2000年)
- ローナン・キーティング : 『ローナン』 - Ronan (2000年)
- ドリーム・アカデミー : 『サムホエア・イン・ザ・サン…ベスト・オブ・ザ・ドリーム・アカデミー』 - Somewhere in the Sun: Best of the Dream Academy (2000年) ※コンピレーション
- ボンド : 『ボーン』 - Born (2001年)
- エコー&ザ・バニーメン : Crystal Days: 1979-1999 (2001年) ※コンピレーション
- ネイミー・コールマン : 『ブリング・ダウン・ザ・ムーン』 - Bring Down the Moon (2001年)
- ナタリー・インブルーリア : 『ホワイト・リリーズ・アイランド』 - White Lilies Island (2001年)
- ソフィー・エリス・ベクスター : Read My Lips (2001年)
- ソフィー・エリス・ベクスター : Mixed Up World Pt. 2 (2001年) ※EP
- スティーヴン・ダフィ : They Called Him Tin Tin (2001年) ※コンピレーション
- ゼイ・マイト・ビー・ジャイアンツ : 『ミンク・カー』 - Mink Car (2001年)
- アレックス・ロイド : Watching Angels Mend (2002年)
- ボンド : 『シャイン』 - Shine (2002年)
- レモンジェリー : 『ロストホライズン』 - Lost Horizons (2002年)
- パオラ&キアラ : Festival (2002年)
- ボンド : 『ボンド・リミックス!』 - Remixed (2003年) ※日本盤ボーナストラック
- ジャスト・ジャック : The Outer Marker (2003年)
- ソフィー・エリス・ベクスター : Shoot from the Hip (2003年)
- デルタ・グッドレム : Mistaken Identity (2004年)
- ゲイリー・ムーア : Live at Montreux 1990 (2004年) ※DVD
- ボンド : Explosive: The Best of bond (2005年) ※コンピレーション
- イギー・ポップ : 『アンソロジー』 - A Million in Prizes: The Anthology (2005年) ※コンピレーション
- デヴィッド・ギルモア : 『オン・アン・アイランド』 - On an Island (2006年)
- デヴィッド・ギルモア : 『アーノルド・レーン』 - "Arnold Layne" (2006年) ※シングル
- Mozez : So Still (2006年)
- トランジット・キングス : 『リヴィング・イン・ア・ジャイアント・キャンドル・ウィンキング・アット・ゴッド』 - Living in a Giant Candle Winking at God (2006年)
- ブライアン・フェリー : 『ディラネスク』 - Dylanesque (2007年)
- デヴィッド・ギルモア : 『狂気の祭典 - ライヴ・イン・グダニスク』 - Live in Gdańsk (2008年)
- ブライアン・フェリー : 『オリンピア』 - Olympia (2010年)
- Yogi Lang : No Decoder (2010年)
- ジュリアン・レノン : Everything Changes (2011年)
- ジョン・ロード : 『コンチェルト・フォー・グループ・アンド・オーケストラ』 - Concerto for Group and Orchestra (2012年)
- ピンク・フロイド : 『永遠/TOWA』 - The Endless River (2014年)
- ブライアン・フェリー : 『アヴォンモア』 - Avonmore (2014年)
- デヴィッド・ギルモア : 『飛翔』 - Rattle That Lock (2015年)
- デヴィッド・ギルモア : 『ライヴ・アット・ポンペイ』 - Live at Pompeii (2017年)
- RPWL : Tales from Outer Space (2019年)
- ニック・メイスンズ・ソーサーフル・オブ・シークレッツ : 『ライヴ・アット・ザ・ラウンドハウス』 - Live At The Roundhouse (2020年)

## フィルモグラフィ
| 年   | タイトル                                                        | 監督                   | 製作会社                                                                   |
| ---- | --------------------------------------------------------------- | ---------------------- | -------------------------------------------------------------------------- |
| 1990 | 『ディック・トレイシー』 Dick Tracy                             | ウォーレン・ベイティ   | タッチストーン・ピクチャーズ Silver Screen Partners Mulholland Productions |
| 1993 | 『ラスト・アクション・ヒーロー』 Last Action Hero               | ジョン・マクティアナン | コロンビア ピクチャーズ                                                    |
| 1995 | 『サイバーネット』 Hackers                                      | イアン・ソフトリー     | ユナイテッド・アーティスツ                                                 |
| 1998 | 『スティル・クレイジー』 Still Crazy                            | ブライアン・ギブソン   | コロンビア映画                                                             |
| 2011 | 『ジョニー・イングリッシュ 気休めの報酬』 Johnny English Reborn | オリヴァー・パーカー   | スタジオカナル レラティビティ・メディア ワーキング・タイトル・フィルムズ   |